# Chek Lap Kok
Chek Lap Kok (chinesisch 赤鱲角, Pinyin Chìlièjiǎo, Jyutping Cek3laap6gok3 – „Kap der Roten Meerbrasse; Kap Pagrus major“) ist eine unbewohnte natürliche Insel von Hongkong, auf der sich seit 1998 der Hong Kong International Airport befindet.
Im Zuge des Flughafenbaus wurde die Insel zwischen 1990 und 1998 erheblich künstlich verändert. Die bis zu 100 Meter hohe Insel wurde auf eine Höhe von sieben Metern abgetragen und in der Flächenausdehnung deutlich vergrößert.
Sie avancierte damit flächenmäßig zur drittgrößten Insel Hongkongs.

## Anmerkung
1. ↑  Die natürliche Erhebung Scenic Hill (chinesisch 觀景山 / 观景山, Pinyin Guānjǐng Shān, Jyutping Gun1ging2 Saan1 – „Aussicht-Berg“, ⊙) befindet sich auf der südöstlichen Landspitze der Insel Chek Lap Kok.